# NMS Aurora
Le NMS Aurora était un petit mouilleur de mines de la marine militaire roumaine. Après avoir d'abord servi dans la marine austro-hongroise pendant la Première Guerre mondiale et plus tard dans la marine française, il a été transféré en Roumanie et a combattu au début de la Seconde Guerre mondiale où il a été coulé en juillet 1941 par un avion soviétique.

## Construction et carrière
Initialement nommé Basilisk, le navire a été posé au chantier naval Stabilimento Tecnico Triestino en 1901. Il a été lancé le 28 novembre 1902 et a été achevé le 21 février 1903. Il a servi pendant la Première Guerre mondiale comme l'un des quatre mouilleurs de mines de la marine austro-hongroise. Son armement se composait de deux canons navals Škoda L/44 de 47 mm, de deux mitrailleuses de 8 mm et de 145 mines. Son équipage était de 40 personnes. À la suite de la défaite de l'Autriche-Hongrie en 1918, le navire fut cédé à la France comme dommage de guerre en 1920 aux termes du traité de Saint-Germain-en-Laye et renommé Aurore. 
Il a été transféré en Roumanie en 1922 et rebaptisée Aurora. Cependant, il a été mis hors service cinq ans plus tard et vendu pour le service marchand à la "Compagnie roumaine de navigation du Danube" (SRD-Societate Anonima Româna de Navigatie pe Dunare), à Bucarest. En 1937, il a été réquisitionné par la marine roumaine et a subi un réaménagement étendu au chantier naval de Galați, qui a duré jusqu'en 1939 quand il a été remis en service comme mouilleur de mines.

## La Seconde Guerre mondiale

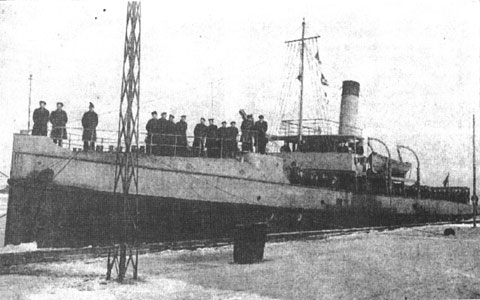
NMS Aurora en 1940

Aurora a posé son premier barrage de mine dans la matinée du 30 juin, au large de Sulina, lors de l'Occupation soviétique de la Bessarabie et de la Bucovine du Nord. Un deuxième barrage a été posé pendant la nuit du 10 au 11 janvier 1941. Il a posé un troisième barrage dans la région du 27 au 28 juin 1941. Entre le 16 et le 19 juin 1941, avec deux autres mouilleurs de mines roumains, Amiral Murgescu et Regele Carol I (navire marchand converti), a posé un barrage de 1000 mines entre le cap Midia et Tuzla, pour protéger le principal port roumain de Constanța. Les mines posée près de Constanța couleront plus tard un destroyer soviétique lors du raid soviétique du 26 juin sur le port.  Aurora a été coulé le 15 juillet à Sulina pendant l'opération München par des avions soviétiques.